# Партений Келайдис
Партений (на гръцки: Παρθένιος, Партениос) е гръцки духовник, епископ на Вселенската патриаршия.

## Биография
Роден е в 1830 година в Агрилес или Мури със светското име Келайдис или Бицакис (Κελαϊδής, Μιτσάκης). Става духовник и е ръкоположен да оглави Кисамоска и Селинска епархия на 22 януари 1887 година. Партений остава на този пост до 1892 година.
След това е камбанийски епископ в Кулакия от юни 1892 до декември 1906 година. В 1905 година се установява в Солун и оставя в Кулакия архиерейски наместник. В 1906 година заема епископския престол в Леригово като глава на Йерисовска и Светогорска епархия. Остава на поста до смъртта си на 5 август 1911 година. В Кулакия и Леригово Партений активно подкрепя гръцката въоръжена пропаганда в Македония.